# Toxomerus ornithoglyphus
Toxomerus ornithoglyphus är en tvåvingeart som först beskrevs av Hull 1942.  Toxomerus ornithoglyphus ingår i släktet Toxomerus och familjen blomflugor. Inga underarter finns listade i Catalogue of Life.